# 浜田スーパー親子塾
『浜田スーパー親子塾』（はまだスーパーおやこじゅく）とは、2007年5月11日にテレビ東京系列で放送されたテレビ番組である。
浜田雅功がテレビ東京の番組に出るのは2002年以来、実に5年ぶりであった。

## 概要
浜田と都会の子供たちが、南国・沖縄でさまざまなことに挑戦する。

## 出演者
- 浜田雅功（ダウンタウン）

### 1部
- 的場浩司
- 若槻千夏

### 2部
- 石田純一
- 榊原郁恵
- 勝俣州和
- 嶋大輔
- 花田勝
- チュートリアル（福田充徳・徳井義実）

## スタッフ
- プロデューサー：林敏博（b-DASH）
- 演出：岡田秀行（b-DASH）
- ディレクター：小澤博之、広瀬陽一
- 制作進行：山口美和
- 制作協力：NET WEB、b-DASH
- 製作：テレビ東京、吉本興業

## 放送局
- テレビ東京
- テレビ大阪
- テレビ愛知
- テレビ北海道
- テレビせとうち
- TVQ九州放送
- 岐阜放送

| スタブアイコン | サブスタブ | この項目は、まだ閲覧者の調べものの参照としては役立たない、テレビ番組に関連した書きかけの項目です。この項目を加筆・訂正などしてくださる協力者を求めています（P:テレビ/PJ:放送または配信の番組）。 |